# Fyresdal
Fyresdal – norweskie miasto i gmina leżąca w regionie Telemark.
Należy do najstarszych gmin kraju. Znana z wielu pozostałości z ery wikingów, m.in. kamieni nagrobnych, bardzo starego kościoła, będącego we wczesnym średniowieczu znanym miejscem pielgrzymkowym (Heggland Kyrkje) czy kamienia zapisanego runami (Molandsmoen).
Fyresdal jest 72. norweską gminą pod względem powierzchni.

## Demografia
Według danych z roku 2005 gminę zamieszkuje 1353 osób. Gęstość zaludnienia wynosi 1,06 os./km². Pod względem zaludnienia Fyresdal zajmuje 383. miejsce wśród norweskich gmin.
| ludność stan na 1 stycznia 2005 |         |           |       |
|                                 | kobiety | mężczyźni | razem |
| osób                            | 676     | 677       | 1353  |
| %                               | 49,96%  | 50,04%    | 100%  |

| wykształcenie stan na 1 października 2004 |            |         |        |          |
|                                           | podstawowe | średnie | wyższe | nieznane |
| osób                                      | 202        | 640     | 179    | 49       |
| %                                         | 18,88%     | 59,81%  | 16,73% | 4,58%    |

## Edukacja
Według danych z 1 października 2004:
- liczba szkół podstawowych (norw. grunnskolar): 1
- liczba uczniów szkół podst.: 197

## Władze gminy
Według danych na rok 2011 administratorem gminy (norw. rådmann) jest Ketil O. Kiland, natomiast burmistrzem (norw. ordfører, d. borgermester) jest Bjørn Fredrik Nome.